# Yunnan Yuntianhua
Yunnan Yuntianhua, «Юньнань Юньтяньхуа» — китайская компания, производитель удобрений. Штаб-квартира расположена в Куньмине (провинция Юньнань).

## История
Группа Yuntianhua была создана в июле 1997 года в результате объединения нескольких государственных предприятий в провинции Юньнань, которые занимались добычей фосфатов и производством удобрений. В 2002 году Yuntianhua вышла на Шанхайскую фондовую биржу.
В 2010 году были приобретены предприятия в провинциях Чунцин и Внутренняя Монголия. В 2014 году было создано совместное предприятие YPH JV с израильской химической компанией ICL Group, также ICL приобрела 15 % акций Yunnan Yuntianhua; совместное предприятие включало добычу 2,5 млн тонн фосфатов в год, химическое производство и научно-исследовательский центр.

## Деятельность
Подразделения компании по состоянию на 2024 год:
- удобрения — производство фосфорных, азотных и комплексных удобрений (мочевина, суперфосфат, аммофоска); 44 % выручки;
- торговля и логистика — внутренняя и международная торговля минеральным сырьём, удобрениями и аграрной продукцией; 42 % выручки;
- фосфорная химия — производство жёлтого фосфора, ортофосфорной кислоты, а также органических соединений (полиформальдегид, пентаэритрит); 5 % выручки;
- новые материалы — производство стеклопластика; 1 % выручки;
- добыча фосфатов — 4 шахты по добыче фосфатов (Kunyang, Haikou, Jinning и Jianshan), 15 млн т в год[6], 1 % выручки;
- угледобыча — 1 % выручки;
- инженерные материалы — 2 % выручки.

Выручка компании за 2024 год составила 61,5 млрд юаней (8,6 млрд долларов), из них 68 % пришлось на Китай, остальное — на экспорт в более чем 30 стран Юго-Восточной Азии и Ближнего Востока. Yunnan Yuntianhua Co., Ltd. является листинговой компанией в составе Yunnan Yuntianhua Group; оборот всей группы в 2023 году составил 91,86 млрд юаней.
В списке крупнейших публичных компаний мира Forbes Global 2000 за 2025 год Yunnan Yuntianhua заняла 1889-е место, среди китайских компаний — 300-е место.

## Акционеры
Крупнейшим акционером компании является Комитет по контролю и управлению государственным имуществом провинции Юньнань, которому принадлежит 40 % акций. Другими значимыми держателями акций по состоянию на 2025 год были китайские инвестиционные компании China Southern Asset Management (1,63 %) и Zhong Ou Asset Management (1,1 %).